# Arkona (sastav)
Arkona je ruski pagan folk metal sastav iz Moskve.

## Povijest sastava
Sastav je osnovan 2002. te je nazvan prema posljednjem slavenskom gradu utvrdi. Njegova glazba pod velikim je utjecajem ruske narodne glazbe te se služi i tradicionalnim instrumentima, a pjesme, većinom na ruskom jeziku, govore o slavenskoj mitologiji. Glavna je vokalistica Maša Arhipova, koja osim "čistog" pjevanja koristi i "death growl". Prvi studijski album Vozroždenije objavio je 2004. godine, a zasada posljednji, Khram, u siječnju 2018.

## Članovi sastava
Trenutačna postava
- Maša "Scream" Arhipova - vokal, klavijature (2002.-)
- Sergej "Lazar" Atraškevič - gitara (2003.-)
- Ruslan "Knjaz" Rosomaherov - bas-gitara (2003.-)
- Vladimir "Wolf" Rešetnikov - flauta, gajde, puhaći instrumenti (2009-)
- Andrey Išenko - bubnjevi (2014.-)

Bivši članovi
- Evgenij Knjazev - gitara (2002. – 2003.)
- Ilja Bogatjrev - gitara (2002. – 2003.)
- Evgenij Borzov - bas-gitara (2002. – 2003.)
- Olga Loginova - klavijature (2002. – 2003.)
- Aleksandr "Warlock" - bubnjevi (2002. – 2003.)
- Vlad "Artist" Sokolov - bubnjevi, klavijature (2003. – 2014.)

## Diskografija
Studijski albumi
- Vozroždenije (2004.)
- Lepta (2004.)
- Vo slavu velikim! (2005.)
- Ot serdca k nebu (2007.)
- Goi, Rode, Goi! (2009.)
- Slovo (2011.)
- Yav (2014.)
- Khram (2018.)
- Kob' (2023.)

EP
- Stenka na Stenku (2011.)

Koncertni albumi
- Zhizn Vo Slavu (2006.)
- Noch Velesova (2009.)
- Decade of Glory (2013.)

Kompilacija
- Poem Vmeste (2009.)

## Vanjske poveznice
- Službena stranica[neaktivna poveznica]